# Colonia Elía
Colonia Elía es un municipio ubicado entre los distritos Tala y Potrero del departamento Uruguay, en el este de la provincia de Entre Ríos, República Argentina. El ejido del municipio comprende la localidad del mismo nombre y un área rural. Se encuentra a 230 km en línea recta de la ciudad de Paraná, capital de la provincia.
Debido a que el municipio fue creado en 2008, los censos 1991 y 2001 corresponden a los datos de la jurisdicción de la junta de gobierno en esos años. La población de la localidad sin considerar el área rural era de 485 personas en 1991 y de 991 en 2001. En el censo 2010 alcanzó los 1566 habitantes.
El principal acceso a Colonia Elía es un camino de tierra (en proceso de pavimentación en 2012) de 13 km que comunica con la Ruta Nacional 14, ruta que antiguamente atravesaba la localidad. El arroyo Osuna, al norte, y el arroyo Cupalen, al sur, ambos de la cuenca del río Uruguay, enmarcan y drenan la localidad.

## Historia
Colonia Elía fue fundada el 25 de noviembre de 1889 por Héctor de Elía, quien solicitó al gobierno provincial el envío de 50 familias inmigrantes de España que se hallaban en Buenos Aires.
El 12 de enero de 1973 fue creada la junta de gobierno mediante decreto n.º 3648 MGJyE, mientras que su jurisdicción fue establecida en 1983.
Mediante el decreto 214/2001 MGJE del 1 de febrero de 2001 se dispuso la realización de un censo poblacional como paso previo requerido por ley para la creación del Municipio de Colonia Elía, estableciéndose además los límites jurisdiccionales de la junta de gobierno existente. Los límites jurisdiccionales de la junta de gobierno fueron ampliados por decreto 1300/2001 MGJ del 7 de mayo de 2001, por lo que el mismo decreto ordenó la realización de un nuevo censo poblacional para incluir la nueva jurisdicción de la junta de gobierno. Los límites jurisdiccionales fueron nuevamente ampliados por decreto 7775/2007 MGJEOYSP del 6 de diciembre de 2007, llevándolos a 85 900 ha aproximadamente.
El ejido limita por norte con la junta de gobierno de Santa Ana hasta intersección con el arroyo del Tala, por éste, lindando con el ejido de Concepción del Uruguay, hasta confluencia con el arroyo del Chancho, por éste hasta una línea que sigue hasta la intersección con el río Uruguay. Al este limita con ese río hasta el límite con el departamento Gualeguaychú. Por el sur limita con ese departamento hasta su intersección con el río Gualeguaychú. Por el oeste limita con ese río hasta su intersección con la Ruta Nacional 14, siguiendo por esa ruta y por líneas divisorias hasta lindar con la junta de gobierno de «Colonia Los Ceibos».
El 1 de julio de 2008 la Legislatura provincial sancionó la ley n.º 9850 aprobando el censo realizado y el ejido del nuevo municipio. El 20 de octubre de 2008 fue creado el municipio de 2ª categoría mediante el decreto n.º 5937/2008 MGJEOYSP del gobernador de Entre Ríos, sustituyendo a la junta de gobierno existente hasta entonces. Debido a que ese decreto nombró erróneamente al nuevo municipio como «Colonia Elías», fue necesario dictar un nuevo decreto, el n.º 7301/2008 MGJEOYSP del 10 de diciembre de 2008, para rectificar el nombre a Colonia "Elía". Ramón Eduardo Barrera fue nombrado comisionado municipal.
El 10 de diciembre de 2011 dejaron de existir las dos categorías de municipios en Entre Ríos estableciéndose una categoría única, por lo que Colonia Elía dejó de tener una junta de fomento y pasó tener un presidente municipal y un concejo deliberante de 7 miembros.

## Deporte
Existen 2 clubes en la localidad:
- El Club Atlético Colonia Elía: el club fue fundado el 27 de julio de 1927 por un grupo de vecinos de la localidad ante la necesidad de contar con un lugar común para reunirse con distintos fines ya sean sociales, recreativos, políticos, y fundamentalmente para fomentar la actividad deportiva en el pueblo.
- La Sociedad Deportiva Boca Juniors: el club fue fundado el 20 de junio de 1949 por un grupo de jugadores del Club Atlético Colonia Elía que fueron dejados de lado antes de participar en un partido frente a un equipo de Concepción del Uruguay. Esto impulsó a dichos jugadores a reunirse, en la entonces carpintería de Gino Filipuzzi, para empezar a dar forma a la institución La Sociedad Deportiva Boca Juniors.